# Antiga Fàbrica Guasch
L'Antiga Fàbrica Guasch és un edifici de Capellades (Anoia) catalogat com a bé cultural d'interès local.

## Història
El 1857, es va constituir a Reus la societat Pujol i Guasch Germans, formada pels germans Isaac i Francesc Guasch i Pujol, juntament amb Joan Pujol i Suqué, amb l'objectiu de crear dues fàbriques de teixits de cotó, una a Reus i una altra a Capellades. Aquesta es va crear el 1859, en unes instal·lacions llogades, i el 1867, els germans Guasch van constituir la societat Guasch Germans, a la que el 1871 es va incorporar els seus nebots Isaac, Maties, Josep i Joan Guasch i Orts, fills d'Isaac Guasch i Pujol.
Entre 1879 i 1881, van fer construir una nova fàbrica al carrer de Sant Ramon, antiga carretera de Martorell. Després de la mort d'Isaac sense fills el 1885, Maties es va posar al capdavant, i el 1896 es va constituir una nova societat amb Maties, Josep i Joan Guasch i Orts i amb un capital de 35.000 pessetes. El 1898 van posar-hi en marxa una màquina de vapor de 16 CV, i l'any següent els primers 29 telers mecànics. El 1900 ja tenien una màquina de vapor i 100 telers mecànics, i el 1913 ja treballaven amb telers electrificats i la indústria amplià la seva activitat a la filatura i al tint.
El 1922, la fàbrica va ser ampliada amb noves naus, i el 1943 va ser reconstruïda després d'haver estat dinamitada durant la Guerra Civil Espanyola. El 1952, l'empresa es va constituir com a societat anònima, que segueix funcionant en l'actualitat.

## Descripció
De planta baixa i un pis, està construïda amb maó vist, en desnivell i formada per quatre cossos de planta rectangular, sostre de teules a dues vessant (a cada cos), i un altre construcció més petita annex i de sostre a una vessant. Les finestres són d'arc rebaixat i queden emmarcades per pilastres. El coronament té unes boles.